# Jasmine Sinclair

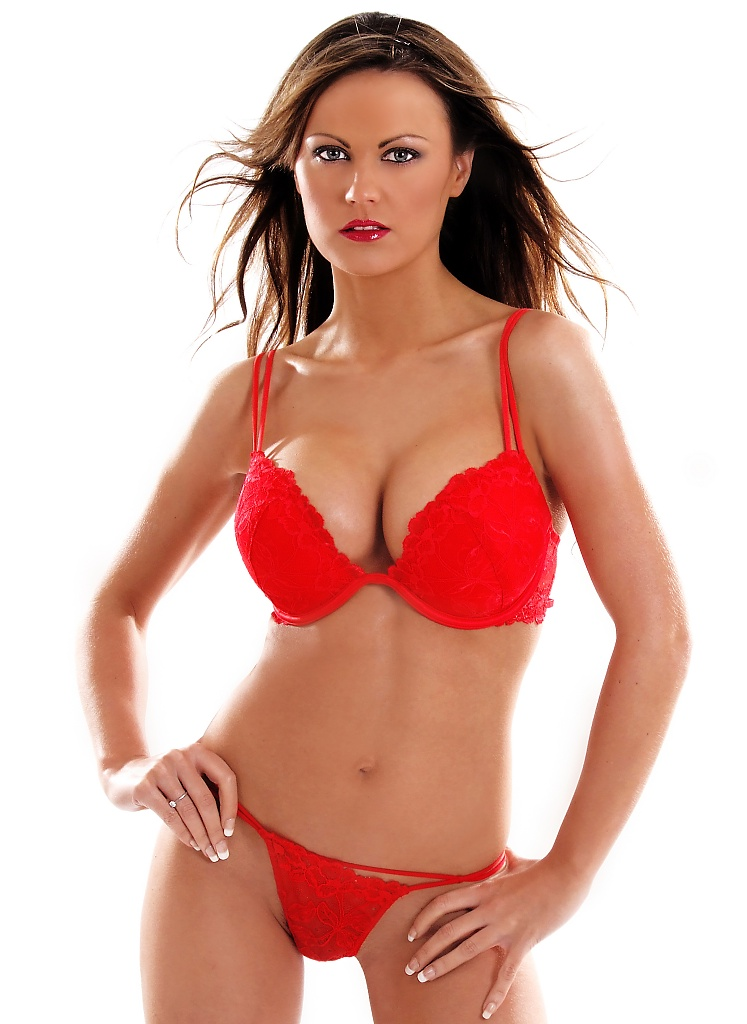
Stark nachbearbeitetes Foto von Jasmine Sinclair

Jasmine Sinclair (* 2. Oktober 1982 in Hull, East Yorkshire, England) ist ein britisches Glamour- und Bondage-Model.

## Karriere
Sinclair posierte für diverse Zeitungen und Zeitschriften wie zum Beispiel für News of the World oder den Playboy. 2006 wurde sie ein „UK CyberGirl“, initiiert vom Playboy-Magazin.